# 지동식
지동식(? - )은 조선민주주의인민공화국의 정치인이다. 조선로동당 중앙검사위원회 위원이다. 최고인민회의 제12기 대의원이다.

## 경력
2010년 9월 조선로동당 중앙검사위원회 위원에 선임되었다.

## 최고인민회의 대의원
2009년 4월 최고인민회의 제12기 대의원에 선출되었다.

## 기타
2011년 김정일 사망 당시에 국가장의위원회 위원을 맡았다.